# Andrey V. Chubukov
Andrey V. Chubukov (* 24. Februar 1959 in Moskau) ist ein US-amerikanischer Physiker russischer Abstammung. Er ist Professor für Physik an der University of Minnesota.

## Leben
Chubukov erhielt seinen Ph.D. im April 1985 an der Lomonosov-Universität Moskau. Bis September 1990 war er Research Scientist bzw. Senior Research Scientist an dem Kapitza Institute for Physical Problems in Moskau, bevor er als Visiting Scientist für drei Monate an die Universität Florenz ging. Kurz danach wurde er Research Associate an der University of Illinois at Urbana-Champaign, zwei Jahre später wechselte er an das Department of Physics der Yale University. Von 1993 bis 1997 war er Assistant Professor an der University of Wisconsin-Madison, bevor er an derselben Universität Associate Professor wurde. Im Jahr 2000 wurde er dort Full Professor. Heute ist er William I. and Bianca M. Fine Professor in Theoretical Physics an der University of Minnesota.

## Forschung
Chubukov arbeitet in verschiedenen Themenbereichen der theoretischen Festkörperphysik, u. a. an der Theorie eindimensionaler und zweidimensionaler Antiferromagnete sowie an der Theorie der elektronischen Eigenschaften Kupfer- und Eisen-basierter Supraleiter. Besondere Bekanntheit erlangte er mit seinen Arbeiten zum Spin-Fermion-Modell, dass die unkonventionelle Supraleitung in diesen Materialien auf die Wechselwirkung zwischen Spinanregungen und fermionischen Leitungselektronen zurückführt.

## Preise und Auszeichnungen
Von 1995 bis 1997 war Chubukov Sloan Research Fellow. 2003 wurde er zudem Fellow der American Physical Society. 2009 wurde er mit einem Humboldt-Forschungspreis ausgezeichnet. 2012 erhielt er zudem den Leverhulme Award. Im Jahr 2015 wurde er Ulam Scholar des Los Alamos National Laboratory in Los Alamos (New Mexico). Im Jahr 2018 wurde ihm schließlich der John Bardeen Prize für seine theoretischen Beiträge zur Erforschung der Supraleitung zuerkannt.